# Unterseeboot 31 (1914)
Pour les articles homonymes, voir Unterseeboot 31.
Le sous-marin allemand Unterseeboot 31 (Seiner Majestät Unterseeboot 31 ou SM U-31), navire de tête du type U 31 a été construit par la Germaniawerft de Kiel, et  lancé le 7 janvier 1914 pour une mise en service le 18 septembre 1914. Il a servi pendant la Première Guerre mondiale sous pavillon de la Kaiserliche Marine.

## Caractéristiques techniques
Les sous-marins allemands de type U 31 étaient des sous-marins océaniques à double coque similaires aux sous-marins de type U 23 et de type U 27 en termes de dimensions et ne différaient que légèrement en termes de propulsion et de vitesse. Ils étaient considérés comme de très bons sous-marins de haute mer, avec une manœuvrabilité moyenne et une bonne direction de surface.
Le U-Boot SM U-31 mesurait 64,7 mètres de long, 6,32 m de large et 7,68 m de haut. Il déplaçait 685 tonnes en surface et 878 tonnes en immersion. Le système de propulsion du sous-marin était composé d'une paire de moteurs diesel à deux temps de 6 cylindres fabriqués par Germania de 1 850 CV (1 361 kW) pour une utilisation en surface, et de deux moteurs électriques à double dynamos construits par Siemens-Schuckert de 1 200 CV (880 kW) pour une utilisation en immersion. Les moteurs électriques étaient alimentés par un banc de deux batteries de 110 cellules. Le SM U-31 pouvait naviguer à une vitesse maximale de 16,7 nœuds (30,9 km/h) en surface et de 9,7 nœuds (18 km/h) en immersion. La direction était contrôlée par une paire d'hydroplanes à l'avant et une autre paire à l'arrière, et un seul gouvernail.
Le SM U-31 était armé de quatre tubes torpilles de 50 centimètres (19,7 pouces), qui étaient fournis avec un total de six torpilles. Une paire de tubes était située à l'avant et l'autre à l'arrière. Le SM U-31 ne possédait pas d'armement de pont, contrairement à ses autres sister ships.
Le SM U-31 était manœuvré par 4 officiers et 31 membres d'équipage.

## Histoire
Le U-31 quitte Wilhelmshaven pour sa première mission le 13 janvier 1915 mais disparaît peu après.
On suppose, à juste titre, qu'il a heurté une mine et coulé avec tout l'équipage quelque part dans la mer du Nord.

### Découverte de épave
L'épave du SM U-31 a été découverte en 2012 à environ 89 km au large des côtes de l'East Anglia lors de levés effectués en vue de la construction d'un parc éolien offshore. Cependant, l'épave n'a été formellement identifiée que le 9 septembre 2015, lorsque l'équipe de plongée d'épaves du Lamlash néerlandais a découvert le numéro de coque gravé sur un équipement de navigation récupéré.
Résumé
- 2012 : Épave retrouvée lors d'une étude au sonar par Fugro pour le projet de parc éolien offshore de Scottish Power Renewables
- 2013 et 2014 : Épave relevée par la RNL Navy avec des plongeurs et un sonar au cours de la recherche de l'épave du sous-marin néerlendais HNLMS O 13, perdu en patrouille en juin 1940 en mer du Nord. Cette épave pourrait être classée comme un U-boot allemand du type U 31 de la Première Guerre mondiale
- 2015 : Épave identifiée positivement par les plongeurs néerlandais du mv Lamlash - Haarlem comme étant le SM U-31 (numéro de coque trouvé sur un "Fahrt Tabelle" (tableau des paramètres de manœuvre).

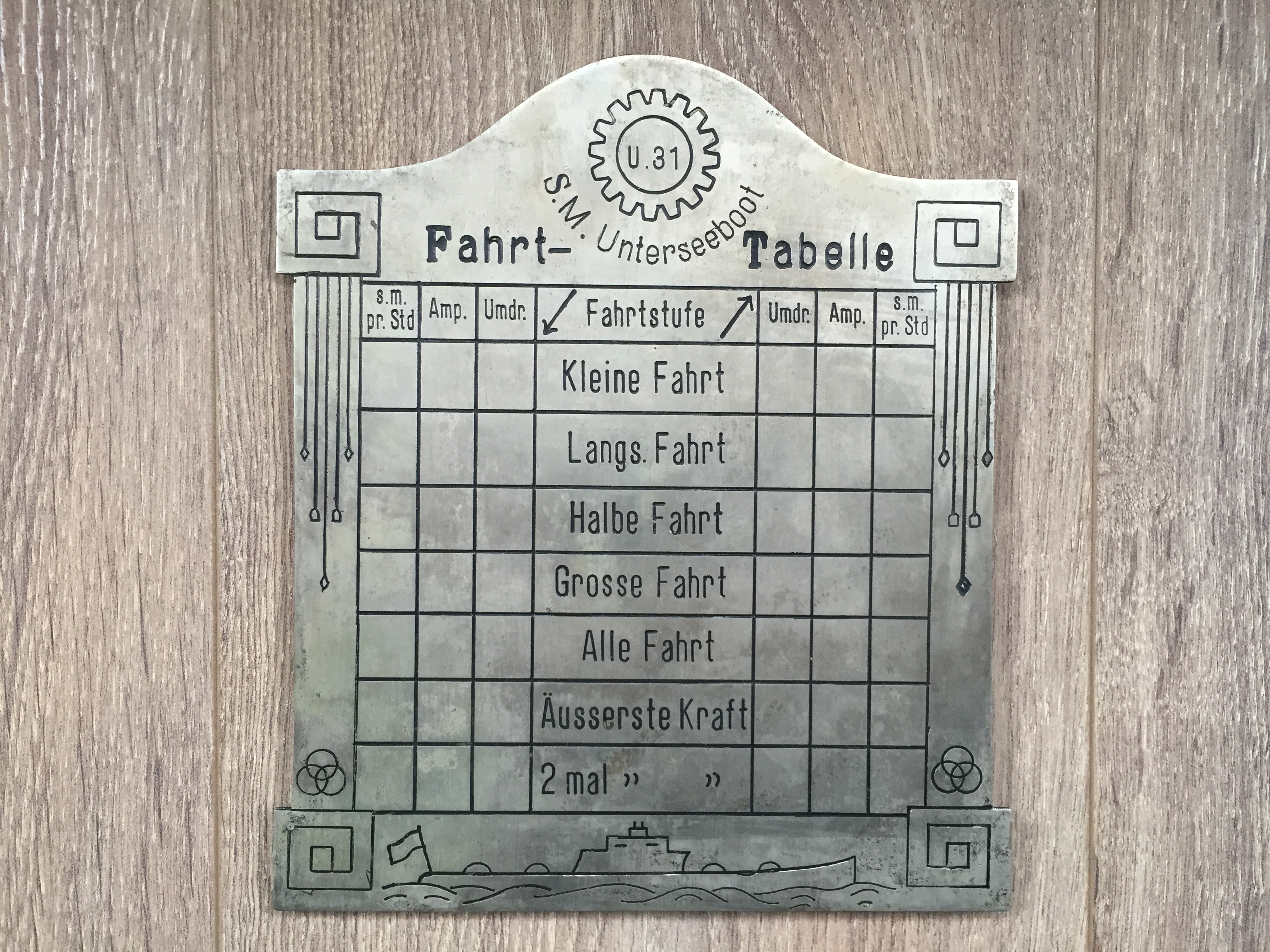
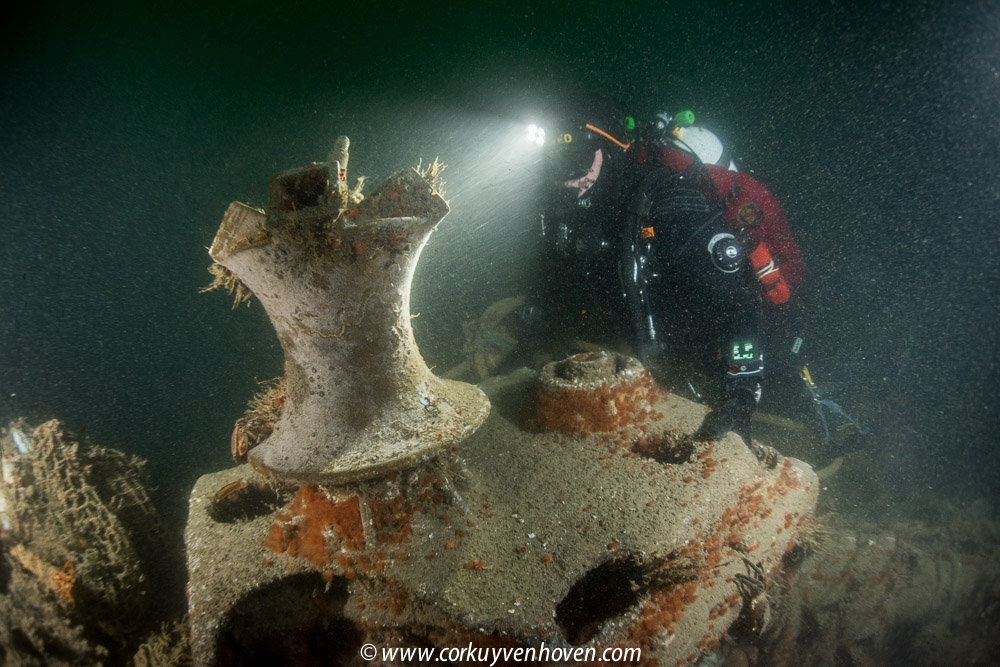

## Commandants
- Oberleutnant zur See (Oblt.) Siegfried Wachendorff du 1er août 1914 au 13 janvier 1915

## Flottilles
- Flottille IV du ? au 13 janvier 1915

## Patrouilles
Le SM U-31 a effectué 1 patrouille incomplète pendant son service.

## Palmarès
Le SM U-31 n'a ni coulé, ni endommagé de navire ennemi.